# Werner Bock (Schriftsteller)
Werner Bock (* 14. Oktober 1893 in Gießen; † 3. Februar 1962 in Zürich) war ein deutscher Lyriker, Erzähler und Literaturhistoriker.

## Leben
Werner Bock wurde als Sohn des Schriftstellers Alfred Bock und dessen Frau Julie, geb. Kehr, in Gießen geboren. Er besuchte das Großherzogliche Gymnasium in Karlsruhe und studierte in Gießen und München Germanistik, Kunstgeschichte und Philosophie. Er schloss das Studium 1919 mit der Dissertation über Die ästhetischen Anschauungen Wielands ab.
Werner Bock nahm als Frontsoldat am Ersten Weltkrieg teil. 1919 heiratete er Frieda Mensch. Wie sein Vater konvertierte er in den Zwanziger Jahren vom Judentum zum Protestantismus.
Er lebte als freier Schriftsteller und veröffentlichte Gedichte, Erzählungen, Essays. 1934 erhielt Werner Bock Publikationsverbot. Er emigrierte 1939 über Frankreich nach Argentinien, wo er 1942 die Staatsbürgerschaft erhielt.
Ab 1940 arbeitete Werner Bock für verschiedene deutschsprachige Publikationen in Buenos Aires (Argentinisches Tageblatt und die Exilzeitschrift Deutsche Blätter). Ab 1943 schrieb Bock auch auf Spanisch. Seine Gedichte, Aufsätze, Reisebeschreibungen, Rezensionen und andere Texte wurden u. a. in La Nación und Sur, Libros de Hoy, Universitas veröffentlicht. Gleichzeitig publizierte Bock ab 1950 in zahlreichen deutschen Zeitschriften und Zeitungen, unter anderen in Merkur, Akzente, und Neue Deutsche Hefte.
Bock war von 1946 bis 1949 Professor für Deutsche Literatur und Philosophie in Montevideo.
Bock machte sich durch Initiativen und Aktivitäten um die Präsenz deutscher Literatur und Kultur in Südamerika verdient. In seinen Gedichten setzte er sich u. a. mit dem Verlust der (deutschen) Heimat und den Gewinn einer neuen Heimat auseinander.
Ab 1950 reiste Bock sechsmal nach Europa. 1958 zog er ganz nach Losone/Tessin.

## Werke
- Das ewige Du. Gedichte. Weimar 1931.
- Morir es nacer. Erzählungen. Buenos Aires 1947.
- Blüte am Abgrund. Prosaauswahl meiner Schaffensjahre 1919–1950.  1951.
- Tröstung. Auswahl der Gedichte aus den Jahren 1909–1950. Buenos Aires 1951.
- Poesias selectas. Ausgewählte Gedichte. Buenos Aires 1955.
- Idea y amor. De Goethe a Hesse. Buenos Aires 1952.
- Wenn ich Staub bin. Gedichte aus den Jahren 1952–1956. Wiesbaden 1956.

## Auszeichnungen und Mitgliedschaften (Auswahl)
- 1943: Mitglied der Sociedad Argentina de Escritores (S.A.D.E.)
- 1947: Erster Preis des Club del Libro del Mar für die Erzählungen Morir es nacer
- 1952: Faja de honor (Ehrenbinde) des argentinischen Schriftstellerverbandes (S.A.D.E)
- 1953: Mitglied im deutschen P.E.N-Zentrum der BRD
- 1958: Großes Verdienstkreuz des Verdienstordens der BRD
- 1958: Goethe-Plakette des Landes Hessen
- 1958: Goetheplakette der Stadt Frankfurt am Main